# Oscars scientifiques et techniques

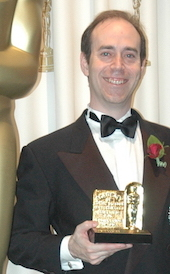
recevant son Oscars scientifique et technique en 2006.

Les Oscars scientifiques et techniques (Academy Scientific and Technical Awards ou « Sci/Tech Awards ») sont des récompenses cinématographiques décernées aux États-Unis de façon irrégulière depuis 1931 par le comité directeur (Board of Governors) de l'Academy of Motion Picture Arts and Sciences (AMPAS), laquelle décerne également tous les autres Oscars.
Leur remise se fait lors d'une cérémonie distincte de celle des Oscars depuis 1977, qui prenait la forme d'un dîner. La remise a souvent lieu deux semaines avant celle des Oscars.

## Introduction

### Histoire
L'académie remet les prix pour récompenser les avancées et réalisations technologiques faisant progresser le cinéma. Les prix sont remis depuis la 4e cérémonie des Oscars en 1931. En 1977, les prix sont remis à part de la 50e cérémonie des Oscars, ce qui est toujours appliqué aujourd'hui.
De 1931 à 1977, les Prix portaient les intitulés Class I, Class II et Class III. Ils devinrent en 1978 respectivement l'Oscar du mérite, l'Oscar scientifique et d'ingénierie et l'Oscar pour une contribution technique.

### Les prix
Les prix sont partagés en trois classes, récompensant des techniciens ou des entreprises ayant apporté une contribution significative à l'industrie cinématographique.
- Oscar du mérite scientifique ou technique (Scientific or Technical Academy Award of Merit) : Le trophée est une statuette. Récompense les avancées de base mais fondamentales à l'industrie.
- Oscar scientifique et d'ingénierie (Scientific and Engineering Award) : Le trophée est une plaque de bronze avec le nom des lauréats. Récompense une avancée importante et à haut degré d'ingénierie.
- Oscar pour une contribution technique (Technical Achievement Award) : Le trophée est une citation dans un certificat. Récompense toute contribution à l'industrie technique.

Deux autres récompenses viennent compléter cette catégorie, ce sont des récompenses honorifiques, leur attribution n'est pas obligatoirement annuelle :
- John A. Bonner Medal of Commendation –  depuis 1978 :
- Gordon E. Sawyer Awards –  depuis 1982

## Récipiendaires

### Oscar scientifique et d'ingénierie

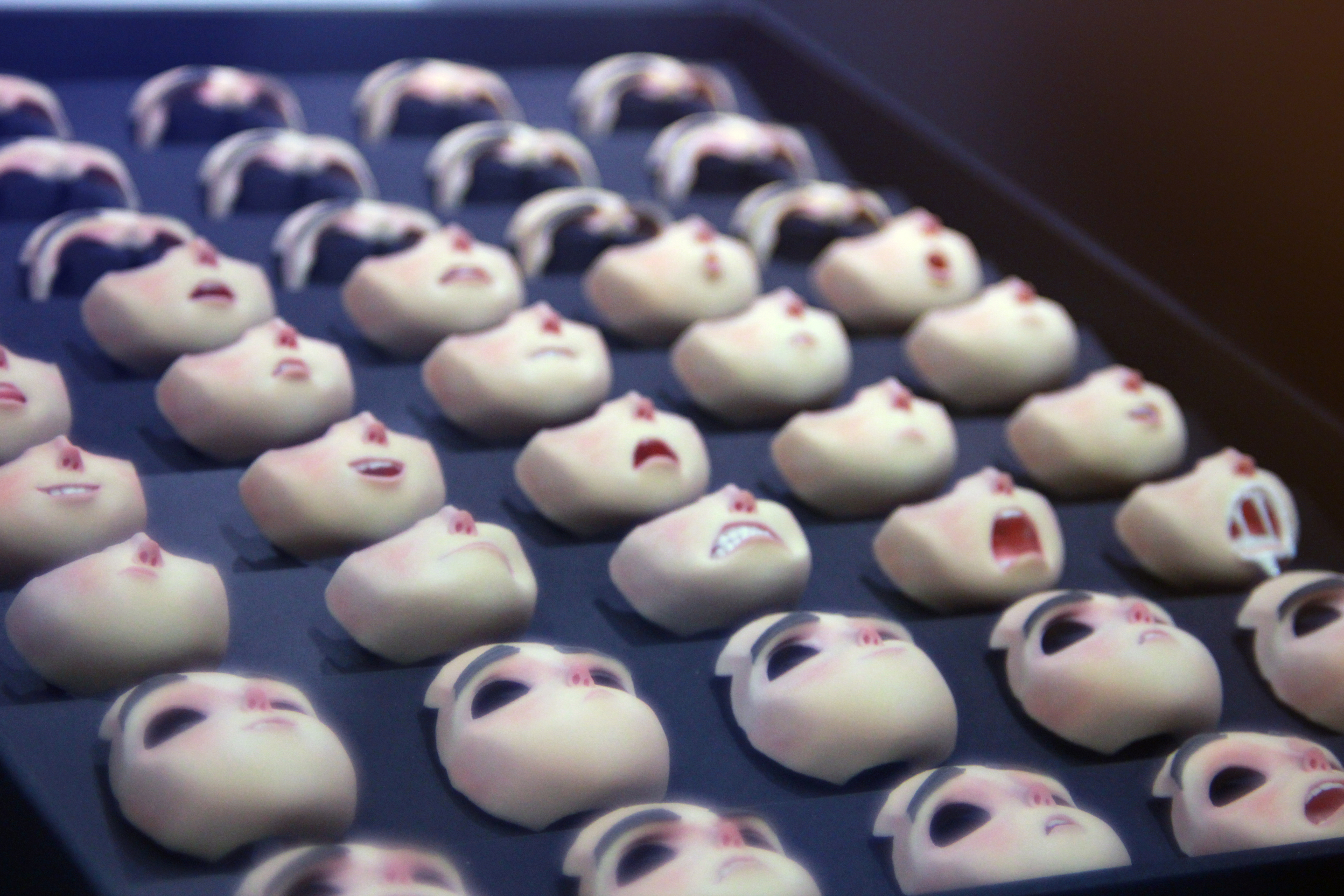
Les visages du personnage Norman, présentés à l'exposition ParaNorman, montrent la toute première utilisation d'imprimantes 3D couleur pour l'animation.

#### 2016
- Brian McLean et Martin Meunier du studio d'animation Laika - pour avoir été un pionnier dans l'utilisation du rapid prototyping (technique consistant à imprimer en 3D les visages des marionnettes) pour l'animation de personnages dans la production de films en stop-motion[1],[2].

#### 2025
- Curt O. Schaller pour le concept, la conception et le développement du système Arri Trinity 2[3],[4],[5],[6].

### Oscar pour une contribution technique

#### 1978
- Garrett Brown - pour l'invention et la mise au point du procédé Steadicam[7].

#### 1999
- Garrett Brown - pour l'invention et le développement du Skycam flying platform, système de plateforme suspendue par des câbles permettant à un opérateur de Steadicam de réaliser des panoramiques à 360° tout en déplaçant la caméra (tyrolienne) et en modifiant sa hauteur par rapport au sol[7]. Oscar partagé avec Jerry Holway.

#### 2006
- Garrett Brown - pour l'invention et le développement du Skycam flying camera system, système télécommandé supportant une caméra « volante » à l'aide de câbles[7].

#### 2016
- Ronald Mallet et Christoph Bregler du studio Industrial Light & Magic - pour la conception et l'ingénierie de l'Industrial Light & Magic Geometry Tracker, un outil de suivi et de résolution des problèmes à usage général[2].
- J Robert Ray, Cottalango Leon et Sam Richards du studio Sony Pictures Imageworks - pour la conception, l'ingénierie et le développement continu de Sony Pictures Imageworks Itview[2].